# Курёхин, Сергей Анатольевич
Серге́й Анато́льевич Курёхин (16 июня 1954, Мурманск — 9 июля 1996, Санкт-Петербург) — советский и российский музыкант-авангардист, композитор, киносценарист и актёр.
В молодости Курёхин был клавишником в нескольких ленинградских рок-группах и играл в джазовом ансамбле Анатолия Вапирова, а в 1981 году за границей издал свою первую пластинку. В 1980-х годах он принял участие в записи нескольких альбомов «Аквариума». В 1984 году Курёхин в первый раз собрал концертный коллектив «Поп-механика», представлявший собой непостоянный состав исполнителей, в представлениях которого могли участвовать музыканты, певцы, актёры и художники разных школ и стилей, и единственным постоянным участником и идейным лидером которого был сам Курёхин. Театрализованные концертные номера «Поп-механики» включали элементы перформанса, в них могли быть вставные номера, выступления цирковых артистов, показы мод.
Также Курёхин — автор музыки к двум десяткам кинофильмов.
На протяжении своей жизни Курёхин был известен как искусный автор розыгрышей и мистификаций. Наибольшую известность получило выступление Курёхина в телепрограмме «Пятое колесо», породившее медиавирус «Ленин — гриб». В 1995 году Курёхин примкнул к Национал-большевистской партии.

## Биография

### Детство и молодость
Сергей Курёхин родился 16 июня 1954 года в Мурманске в семье капитана второго ранга Анатолия Ивановича Курёхина (1920—1974). Мать Зинаида Леонтьевна преподавала математику, а позже стала работать художником-оформителем. Когда Сергею было четыре года, семья переехала в Москву. Ещё через несколько лет Курёхины обменяли московскую коммуналку на квартиру в Евпатории, где Сергей учился в общеобразовательной и музыкальной школах. В четыре года Сергей начал играть на рояле, поражая учителей слухом и музыкальной памятью. Ещё школьником он стал выступать в эстрадном оркестре городского дома культуры.
В 1971 году, сразу после того, как Сергей окончил школу, Курёхины переехали в Ленинград. Он поступил в Институт культуры имени Н. К. Крупской и пытался учиться одновременно на дирижёрском, фортепианном и оркестровом отделениях. Из института его несколько раз отчисляли, и в конце концов Курёхин бросил учёбу. Он подрабатывал аккомпаниатором в детской гимнастической школе ленинградского Комитета по физической культуре и спорту и имел другие непостоянные заработки.
Дядя Сергея, Григорий Иванович, моряк торгового флота, приобщил племянника к западной рок-музыке. В Ленинграде Сергей познакомился с молодым поэтом Аркадием Драгомощенко, который ввёл его в ленинградскую богему. Он стал завсегдатаем кафе «Сайгон», начал принимать участие в концертах импровизационной музыки и играть на клавишных в группе «Пост», которая исполняла кавер-версии песен западных рок-звёзд. С Курёхиным группа расширила свой репертуар, включив в него арт-роковые композиции и обработки классических произведений.

### Начало самостоятельной музыкальной карьеры
В 1973 году будучи клавишником в группе «Пост» выступил на подпольном фестивале в посёлке Тайцы, хедлайнером которого была группа «Санкт-Петербург». В конце того же года «Санкт-Петербург» распался, и его музыканты Николай Корзинин, Виктор Ковалёв и Никита Зайцев позвали Сергея клавишником в свою новую группу «Большой железный колокол», которая стала исполнять песни на стихи Драгомощенко. В составе «БЖК» Курёхин отыграл на нескольких фестивалях, но через год покинул группу. После этого Курёхин посещал театральную студию Эрика Горошевского вместе с музыкантами «Аквариума», играл в рок-группе «Гольфстрим», подрабатывал дирижёром милицейского хора, концертмейстером в студенческом театре ЛГУ, тапёром в бассейне и органистом в католической церкви. Чтобы обеспечивать семью, Курёхин устроился на постоянную работу сначала в Архангельскую филармонию, а позже в филармонию Республики Коми и около года гастролировал по стране в составе эстрадных ансамблей. В это время был комсомольским активистом и комсоргом филармонии.
В конце 1970х Курёхин увлёкся фри-джазом и познакомился с ленинградским джазовым саксофонистом Анатолием Вапировым. В мае 1978 года он впервые выступил вместе с ансамблем Вапирова на фестивале в Куйбышеве. С осени начались постоянные гастроли: в составе квартета Вапирова Курёхин играл на фестивалях по всему Союзу. Однако из-за творческих разногласий — Вапиров предпочитал крупные музыкальные формы и не одобрял стремления Курёхина привносить в выступления элементы фарса — Курёхин покинул ансамбль. В 1980 году он начал играть вместе с саксофонистом Владимиром Чекасиным, получившим известность в джазовом трио Вячеслава Ганелина.
Чтобы издать свои джазовые композиции, Курёхин в конце 1979 года написал и передал через знакомых иностранцев письмо ведущему музыкальных передач русской службы BBC Леониду (Лео) Фейгину, который имел свой рекорд-лейбл Leo Records. Они вступили в переписку, и через несколько месяцев Курёхин смог переправить за границу магнитофонные плёнки с записями. Он сопроводил записи указаниями, по которым пластинку следовало озаглавить «Ways of Freedom», а композициям — дать названия «Архипелаг», «Стена», «Нет выхода», «Внутренний страх», «Другой путь», которые явно отсылали к «Архипелагу ГУЛАГ», при этом порядок расположения музыкальных тем оставался на усмотрение издателя, но порядок названий должен был быть неизменным. Фейгин издал пластинку в конце 1981 года, а чтобы не подвергать советского музыканта риску преследования, на пластинку добавили надпись о том, что сам Курёхин не несёт ответственности за её выход. «Ways of Freedom» получили прекрасную прессу на Западе, но некоторые критики пришли к выводу о том, что высокая скорость исполнения отчасти была достигнута искусственно — специальной обработкой плёнки. Проверить это сейчас невозможно, так как оригиналы плёнок утрачены.

### «Аквариум»
В 1981 году Борис Гребенщиков позвал Курёхина как клавишника на запись очередного альбома «Аквариума», получившего название «Треугольник». «Треугольник» по ряду причин стал переломным альбомом для «Аквариума», и клавишные партии Курёхина сыграли в этом свою роль, повлияв на новое звучание группы. До этого Курёхин и Гребенщиков были отдалённо знакомы, начиная с этого времени они сблизились на почве интереса к западной музыке и эзотерической философии. Сергей стал регулярно выступать вместе с «Аквариумом». Также Курёхин в 1981 году принял участие в записи студийной части альбома «Электричество».
В том же 1981 году Курёхин создал концертный проект, получивший название Crazy Music Orchestra, который стал прототипом будущей Поп-механики. Для каждого концерта он заново набирал биг-бэнд из близких ему музыкантов, которые оказывались доступны в тот момент, а сам одновременно играл на музыкальных инструментах — не только на рояле и клавишных синтезаторах, но и на саксофоне или, например, барабанах, — и дирижировал. Концерты Crazy Music Orchestra представляли собой смешение музыкальных стилей с упором на импровизацию и элементами перформанса. Среди их участников были некоторые музыканты «Аквариума», а также Вапиров, Чекасин, Владимир Рекшан, Владислав Макаров, Александр Александров, Алексей Рахов, Валентина Пономарёва и многие другие. Во время своих гастролей в СССР к оркестру присоединялись Ян Гарбарек, Джон Фишер и Ганс Кумпф. Отдельные выступления Курёхина оборачивались скандалами. Так, из-за спорного по содержанию концерта на рижском джазовом фестивале Курёхин вступил в конфликт с организаторами и на несколько лет стал там «персоной нон грата», а в апреле 1982 года выступление Crazy Music Orchestra, на котором Курёхин под барабанный бой надувал ярко красные воздушные шары, потом их прокалывал и шары лопались, а он со смехом и громкими хлопками бросал лопнувшие красные шары на пол в сторону портретов Ленина и членов Политбюро СССР которые были на стенах зала, что вызвало аплодисменты и смех зрителей, но привело к временной опале Курёхина и увольнению с работы директора ленинградского ДК Ленсовета.
Курёхин и Гребенщиков продолжали совместно выступать, давать как «официальные», так и «подпольные» концерты. Вместе с Чекасиным на студии Андрея Тропилло они записали экспериментальный альбом «Экзерсисы» (1983). Сотрудничество Курёхина и «Аквариума» продолжилось в альбоме «Табу» (1982). Курёхин пригласил Игоря Бутмана и экс-участника «Гольфстрима» Владимира Грищенко и сам принял активнейшее участие в написании песен. Результатом стало звучание, близкое к новой волне и совершенно не похожее на ранний акустический «Аквариум». В 1983 году музыканты записали альбом, получивший название «Радио Африка»: под таким названием одно время Курёхин и Гребенщиков собирались издавать все совместные работы. Курёхину и Гребенщикову удалось договориться о ночной сессии звукозаписи в Кировский театр и результатом многочасовой импровизации на театральном органе и электрогитаре стали альбомы «Подземная культура» и «Безумные соловьи русского леса», впоследствии изданные на Leo Records.
В 1983 году Курёхин женился во второй раз. 7 января 1984 года у Сергея и Анастасии Курёхиных родилась дочь Лиза.

### «Поп-механика»
В начале 1985 года в Ленинград приехал режиссёр Ричард Дентон, чтобы снять для BBC документальный фильм о Курёхине, уже получившем на Западе определённую известность после выхода «The Ways of Freedom». В этот фильм «Comrades: All That Jazz» вошла репетиция музыкального перформанса Курёхина с участием Тимура Новикова и «Новых художников» и музыкантов «Аквариума» и «Кино». Курёхин в фильме комментировал перформанс: «В музыкальном мире у меня есть огромное количество друзей, которые играют совершенно разную музыку. И однажды мы сыграли с ними концерт, в котором каждый человек играл именно ту музыку, которую он исполняет всегда. А потом мне так понравилось, что я стал привлекать всех своих друзей выступать вместе. Так автоматически появилась „Поп-механика“». Название «Поп-механика» придумал джазовый критик Ефим Барбан ещё в 1983 или 1984 году.
Первое выступление «Поп-механики» состоялось 14 апреля 1984 года в московском ДК «Москворечье». Основу биг-бэнда составили музыканты группы «Странные игры», среди других участников перформанса были Сергей Летов, Игорь Бутман, Валентина Пономарёва, Александр Александров. Во втором отделении на сцене было уже около сорока человек. На следующий день второй концерт «Поп-механики» нелегально прошёл в общежитии МИФИ. Третье выступление — и первое в Ленинграде — состоялось осенью в ЛГУ им. Жданова в здании Двенадцати коллегий и было примечательно тем, что на сцене был и загримированный Гребенщиков, которому было формально запрещено даже появляться в стенах университета. По ходу концерта игравший на гитаре Гребенщиков постепенно снимал весь грим. В марте 1985 года «Поп-механика» выступила на III фестивале Ленинградского рок-клуба.
В 1985 году Курёхин сессионным музыкантом-клавишником поучаствовал в записи альбомов «Алисы» «Энергия» и «Кино» «Начальник Камчатки». Последним альбомом «Аквариума», записанным с участием Сергея, стали «Дети Декабря» (1986). Затем Курёхин и Гребенщиков разошлись, творческие взгляды клавишника группы оказались слишком радикальными для Гребенщикова, а сам Курёхин видел себя выше, чем просто одним из аккомпанирующих музыкантов в группе. Концерты «Аквариума» в БКЗ «Октябрьский» осенью того же года прошли уже без Курёхина.
В 1986 году благодаря усилиям американского продюсера Джоанны Стингрей в США вышел альбом «Red Wave» — это был сборник песен «Аквариума», «Алисы», «Кино» и «Странных игр». На волне интереса к русскому року западные критики снова заинтересовались Курёхиным. Прошли показы фильма «Comrades: All That Jazz», в прессе появились новые рецензии на записи, изданные на Leo Records. В качестве гонорара один из лейблов приобрёл для Курёхина семплерный синтезатор Sequential Circuits Prophet 2000, который удалось перевезти в СССР с помощью Джоанны Стингрей. Курёхин стал обладателем синтезатора — инструмента, редкого для СССР того времени. Андрей Тропилло говорил: «На мой взгляд, „Поп-механика“ реально началась тогда, когда у Курёхина появился свой собственный синтезатор и он понял, что может работать один».
Осенью 1986 года «Поп-механика» выступила перед тысячей зрителей в Ленинградском дворце молодёжи. Но в течение следующего года были отменены концерты в Центральном доме художника в Москве и на нескольких джазовых фестивалях. Тогда же Курёхина заочно познакомили с начинающим режиссёром Олегом Тепцовым, который искал композитора для своего дипломного фильма «Господин оформитель». Курёхин вместе с музыкантами «Кино» записал музыку за день. Фильм был хорошо принят комиссией Госкино, так что Тепцов получил деньги на пересъёмки картины для большого экрана. Курёхин написал музыку и для вышедшего под тем же названием полнометражного фильма. Композицию «Донна Анна» Курёхин сочинил для сопрано, и ему удалось уговорить исполнить сложную вокальную партию известную оперную певицу Ольгу Кондину. «Донна Анна» вошла сразу в несколько прижизненных альбомов Курёхина и стала одной из его «визитных карточек».
В 1987 году Курёхин и «Поп-механика» удачно выступили на телепередаче «Музыкальный ринг». Как впоследствии писал Александр Кушнир, за несколько месяцев до появления «Взгляда» «это уже была новая, невиданная степень свободы». В марте 1988 года «Поп-механика» дала скандальное представление в БКЗ «Октябрьский»: по ходу концерта к Курёхину присоединялись артисты из театра «Лицедеи», затем на сцене состоялся конкурс красоты, а финальным аккордом стало появление живой коровы. Летом «Поп-механика» дала первые концерты за границей — в Иматре (Финляндия) и Стокгольме. Осенью Курёхин дал серию сольных фортепианных концертов в США и вместе с гитаристом-импровизатором Генри Кайзером записал альбом «Popular Science», который вышел на лейбле Rykodisc.
Успех фильма «Господин оформитель» в 1988 году открыл для Курёхина дорогу в кинематограф: он получал заказы на музыку для фильмов. В том же году его композиции прозвучали в фильме «Трагедия в стиле рок» Саввы Кулиша. Однако сам музыкант остался недоволен этим сотрудничеством, так как режиссёр Кулиш отверг его идеи, использовав музыку не так, как её видел автор. Помимо создания музыки для кино, Курёхин снялся в нескольких фильмах и в качестве актёра.
Совместная запись Курёхина и Сергея Летова «Полинезия: введение в историю» (1989) стала первой пластинкой музыканта, вышедшей на «Мелодии» и вообще — легально изданной в Советском Союзе. В феврале того же года «Поп-механика» дала концерт в Ливерпуле. В марте в ленинградском СКК Курёхин устроил уникальное по масштабам для «Поп-механики» шоу, в котором приняло участие 300 человек — музыкантов, актёров и моделей. «Полинезия» была издана и в Японии, а Курёхин выступил там на джазовом фестивале в компании Джона Зорна, Билла Ласвелла и ведущих советских и японских музыкантов. Осенью 1991 года «Поп-механика» дала концерт в Нанте (Франция) в честь Недели дружбы городов-побратимов Нанта и — уже — Петербурга. Из двух с половиной часов концерта Курёхин смонтировал часовую запись, которая была издана под названием «Ибливый опоссум» и стала единственным релизом «Поп-механики», появившимся в России при жизни музыканта.
В начале 1990-х годов Курёхин часто принимал участие в передаче Ленинградского телевидения «Пятое колесо», где выступал собеседником ведущего Сергея Шолохова. Талант рассказчика-импровизатора позволял Курёхину с убедительным видом выдавать провокации или наукообразную чушь. Выпуск «Пятого колеса», показанный 17 мая 1991 года, в котором Курёхин насмешливо рассказал о том, что Ленин на самом деле был грибом, стал высшей точкой курёхинских мистификаций. Пародируя документальные фильмы, которые могли выстраивать теорию заговора на сколь угодно хлипких и абсурдных доказательствах, Курёхин решил придумать историю о тайных корнях Октябрьской революции. Непосредственным источником вдохновения стал роман Филипа Дика «Трансмиграция Тимоти Арчера», где рассказывалось, что сакральным грибом был Иисус Христос. Наукообразное повествование Курёхина о том, что вожди революции потребляли галлюциногенные грибы, вытеснявшие личность, и сами становились грибами, подкреплялось произвольно подобранными цитатами, снятыми Шолоховым сюжетами, в которых рассказ комментировали якобы учёные, и показанными вперемешку кадрами хроники и художественных фильмов. Программа произвела такой эффект, что органы партийной печати выступали с официальными опровержениями. На волне успеха Курёхин стал гостем многочисленных передач, на которых тоже рассказывал фантастические выдуманные истории (например, в радиоэфире Севы Новгородцева на Русской службе Би-би-си он использовал аллюзию на шпионские фильмы и «раскрыл» себя как сотрудника американской разведки, передававшего информацию фортепианной игрой).

### Постсоветский период. Участие в НБП
В 1991—1992 годах Курёхин работал над фильмом «Два капитана 2» Сергея Дебижева. Под влиянием Курёхина фильм, название которого отсылает к классическому советскому приключенческому роману, превратился в абсурдистскую фантазию по мотивам геополитических и конспирологических теорий, и вместе с тем это был своего рода капустник — кроме Курёхина, в фильме снялись Гребенщиков, Дюша Романов, Михаил Файнштейн, Тимур Новиков и Сергей «Африка» Бугаев. Съёмки шли долго, так как Гребенщиков, сыгравший вторую главную роль и ставший соавтором звукового сопровождения, был в затяжном гастрольном туре и в Петербурге появлялся наездами. «Два капитана 2» были показаны на многих российских фестивалях, но остались без призов. Во время работы над фильмом Курёхин и Гребенщиков начали сочинять материал, впоследствии ставший «Детским альбомом». Из-за несовпадения графиков и творческих взглядов работа очень долго проходила впустую. В результате Курёхин сам написал все тексты и переписал вокал, оставив голос Гребенщикова только в двух песнях. «Детский альбом» был окончательно записан только в 1995 году, а издан — уже после смерти Курёхина.
Летом 1992 года Курёхин временно приостановил деятельность «Поп-механики» и несколько месяцев жил в Германии, где сочинял новую музыку и изучал культурологию. После возвращения в Санкт-Петербург он увлёкся издательской деятельностью. Какие-то переводные книги по предложению Курёхина вышли в издательстве «Северо-Запад» В. Назарова, в 1993 году, убедив миссионеров вложить деньги обещанием издавать религиозную литературу, Курёхин открыл издательство «Медуза». У него были богатые планы в диапазоне от философов-мистиков до ленинградской андеграундной поэзии, но в итоге это предприятие просуществовало недолго: в издательстве вышли только две книги — «Эрос невозможного. История психоанализа в России» А. Эткинда и двухтомная «Антология гнозиса».
Тогда же в 1992 году Курёхин зажёгся идеей провести акцию, которая привлекла бы внимание к проблеме вымирания воробьёв, о которой ему рассказал норвежский эколог Йон Мелбюэ (Jon Melbye). Зимой 1993 года в студии Ленфильма ансамбль под руководством Курёхина записал шесть композиций, вдохновлённых «Временами года» Вивальди и одноимённым циклом Чайковского (параллельно Курёхин с тем же составом записал звуковое сопровождение к фильму «Над тёмной водой» Д. Месхиева). В той же студии по приглашению Курёхина в записи музыки участвовала вокалистка Марина Капуро из фолк-группы «Яблоко». Весной 1993 года «Воробьиная оратория» была представлена в Осло и в Петербурге, в БКЗ «Октябрьский». В 1994 году Курёхин продолжал гастролировать в России и за границей сольно и с «Поп-механикой», реанимированной под именем Heavy Metal Klezmer Orchestra, и записал музыку для «Трёх сестёр» Сергея Соловьёва и «Замка» А. Балабанова. В 1994 году стал первым продюсером группы «Чай Вдвоём».
В начале 1995 года Курёхин познакомился с писателем Эдуардом Лимоновым и философом Александром Дугиным, создателями Национал-большевистской партии. Он сблизился с Дугиным, вступил в НБП (партбилет № 418) и в короткое время пропаганда идей НБП стала его основным занятием. В марте 1995 года Курёхин, Лимонов, Дугин и Новиков дали пресс-конференцию в рок-клубе в Санкт-Петербурге, где Курёхин заявил, что единственной актуальной формой искусства сейчас стала политика, и именно ею он теперь будет заниматься. Участие Курёхина в деятельности НБП стало причиной разрыва его со многими друзьями. Он организовал работу городского штаба НБП, сам снял для него подвал, много публиковался. По предложению Курёхина Дугин выдвинулся по одномандатному округу № 210 (Санкт-Петербург) на выборах в Государственную думу, прошедших в декабре того же года. В поддержку Дугина Курёхин 23 сентября устроил последний, как это потом стало ясно, концерт «Поп-механики», который получил название «Поп-механика № 418» — число 418 было взято из эзотерического учения Алистера Кроули, которым увлекался Дугин. В концерте участвовали и сами Лимонов и Дугин, на французском и русском читавший отрывки из Кроули. Избирательная кампания окончилась неудачей, Дугин получил менее одного процента голосов и занял четырнадцатое место из семнадцати кандидатов.
Степень искренности Курёхина в его увлечении национал-большевизмом остаётся дискуссионной, так как видимая серьёзность его работы в НБП противоречила всем сложившимся представлениям о личности Курёхина. По мнению Гребенщикова, это была ещё одна и самая радикальная его провокация. Александр Кушнир считает, что Курёхин действительно верил в то, чем занимался, и это стало следствием его разочарования в либерализме и демократическом движении. Александр Кан также пишет, что личные убеждения музыканта пришли к единству с идеологией НБП, хотя в его публичных действиях и оставался элемент шутки и провокации. Илья Кукулин рассматривает «экстремистскую» «красно-коричневую» риторику Курёхина и Егора Летова середины 1990-х, не вязавшуюся с их гораздо более сложными музыкальными высказываниями, как способ эпатировать либерально-западнически ориентированных потребителей авангардного искусства. Лимонов говорил, что «знал в своей жизни немало музыкантов, они редко отличались умом. Есть музыкант, поразивший меня умом, Сергей Курёхин. Ну и Егор Летов, к примеру. А все остальные не блещут».
1 сентября 1995 года «Поп-механика» дала имевший громкий успех шокирующий концерт в Хельсинки, кульминация которого включала одновременно опускавшийся на зрительный зал огромный полиэтиленовый мешок, пущенный в зал дым и запуск в толпу выбегающих зрителей мечущихся в панике животных. Курёхин получал много предложений о гастролях. В начале 1996 года Курёхин ездил в США записываться с саксофонистом Кешаваном Маслаком. Весной он вместе с музыкальным критиком Николаем Дмитриевым и фотографом Дмитрием Резваном основал лейбл «Длинные руки», идеология которого состояла в издании «забытой» или маргинальной музыки и подлинного фольклора, и планировал выступление «Поп-механики» в Royal Festival Hall в Лондоне.

### Болезнь и смерть
7 мая 1996 года Сергей Курёхин почувствовал боли в сердце и был госпитализирован. Курёхин с юности знал о своём больном сердце и о потенциальной угрозе жизни, что влияло на его сложный характер и настроение, на его творчество, на его отношения с людьми и эпатажное поведение. Он переживал и преодолевал периоды депрессии с помощью юмора и погружения в творчество. В конце мая ему сделали операцию на сердце, в предсердии была обнаружена саркома сердца — редкое заболевание, не оставлявшее музыканту шансов на выздоровление. Рано утром 9 июля Курёхин умер в Покровской больнице Санкт-Петербурга. Отпевание прошло в Спасо-Конюшенной церкви Санкт-Петербурга, прощальную службу провёл друг Курёхина протоиерей Константин Михайлович Смирнов, который ранее в миру был актёром Ленфильма. Похоронен на Комаровском кладбище.

### Семья
Был дважды женат.
Первая жена (с 1973)  — Татьяна Ивановна Паршина (род. 1954), дочь Юлия (род. 1974). Внуки —  Никита (род. 1995), Максим (род. 2004).
Вторая жена (с 1983) — Анастасия Курёхина (род. 1959), дочь учёного-физика Г. Н. Фурсея, дочь Елизавета (1984—1998), покончила с собой в возрасте 14 лет. Сын Фёдор (род. 1994), режиссер.

## Дискография
Среди записей Курёхина имеются сольные фортепианные произведения, симфоническая «Воробьиная оратория», «Популярная механика», совместные проекты с Джоном Зорном, Дэвидом Моссом, Владимиром Чекасиным и Сергеем Летовым, WestBam, Генри Кайзером.
1980
- С. Курёхин, Х. Кумпф, А. Вапиров, А. Александров Jam Session Leningrad

1981
- С. Курёхин The Ways of Freedom[англ.] (LP, Leo Records, переиздано на CD другим лейблом Лео Фейгина — Golden Years of jazz)
- «Аквариум» «Электричество» (магнитиздат, впоследствии CD)

1982
- С. Курёхин, И. Бутман, Б. Гребенщиков «Subway Culture (Подземная культура)» (LP, Leo Records, переиздано в 1999 году на CD и кассете)
- «Аквариум» «Треугольник» (магнитиздат, впоследствии CD)
- «Аквариум» «Электрошок» (концертный бутлег, CD)
- «Аквариум» «Концерт в Эрмитаже» (магнитиздат)
- «Аквариум» «Табу» (магнитиздат, впоследствии CD)
- «Аквариум» «Я вижу тучи…» (концерт) (магнитиздат)

1983
- С. Курёхин, В. Чекасин, Б. Гребенщиков «Exercises» (LP, Leo Records)

(другая версия первой стороны альбома присутствует в компакт-коробке Document, выпущенной Leo Records)
- «Аквариум» «Радио Африка» (магнитиздат, LP, CD)
- А. Вапиров, С. Курёхин Sentenced to Silence

1984
- «Аквариум» MCI (bootleg) (магнитиздат, CD)
- «Аквариум» «Электрошок-2» (магнитиздат)
- «Аквариум» «2-й Ленинградский рок-фестиваль»
- «Кино» «Начальник Камчатки» (магнитиздат, CD)
- А. Вапиров Invocations

1985
- С. Курёхин & ПМ «Концерт» (магнитиздат)
- А. Вапиров «Линии судьбы»
- «Аквариум» «3-й Ленинградский рок-фестиваль» (магнитиздат)
- С. Курёхин и Поп-механика «3-й Ленинградский рок-фестиваль» (две последние записи выпущены в 1999 году на одной кассете в серии «Фестивали Ленинградского рок-клуба» Отделением «Выход»)
- Валентина Пономарёва Fortune-Teller
- «Алиса» «Энергия»

1986
- «Аквариум» «Дети Декабря» (магнитиздат, CD)
- С. Курёхин «Утренние упражнения в ореховом доме» (магнитиздат, Soundings of planet)
- Red Wave (LP, участие в записях «Аквариума» и «Алисы»)
- «Стереозольдат» «Асфальт» (магнитиздат)

1987
- С. Курёхин & ПМ «Введение в Поп-механику» (LP, CD on Leo Records)
- С. Курёхин Popular Zoological Elements (LP, CD on Leo Records)
- С. Курёхин «Мир — советские звуковые эксперименты» (магнитиздат)
- С. Курёхин & ПМ «Народ гуляет» (магнитиздат)
- С. Курёхин & ПМ «Насекомая культура» (магнитиздат, в 1998 году переиздано на CD SoLyd Records)
- ПМ & Westbam «Отец и сын» (в 2002 году переиздано на CD в составе «Сергей Курёхин — Поп-механика — Westbam»)
- «Аквариум» «Аквариум» (LP)
- Н. Корзинин «Камни Санкт Петербурга» (магнитиздат)

1988
- С. Курёхин & ПМ Pop Mechanics No 17 (LP, CD on Leo Records)
- ПМ & Westbam Live at Leningrad (LP)
- С. Курёхин «От музыки тает снег» (магнитиздат)
- С. Курёхин «Концерт в Таксоне» (магнитиздат)

1989
- С. Курёхин, Г. Кайзер «Популярная наука» (CD on RykoDisc)
- С. Курёхин, Б. Гребенщиков Mad nightingales in the Russian forest (Безумные соловьи русского леса" (LP on Leo Records, переиздано на CD в 1997 году SoLyd Records)
- С. Курёхин, С. Летов «Полинезия: введение в историю» (альбом на фирме «Мелодия» (C60 28241 009), CD on RCA Victor, переиздано SoLyd Records)

1990
- Document (8 CD box on Leo Records)
- «Оазис-Ю» «Воспитание детей красотой подводной жизни»
- Festival MIMI 89 (LP, сборник)

1991
- С. Курёхин & ПМ «Ибливый опоссум — концерт во Франции» (CD, переиздавался на «SoLyd» под названием «Франция. Ибливый опоссум»)
- С. Курёхин, Б. Гребенщиков «Live in Paris» (tape)
- С. Курёхин, Б. Гребенщиков «Пиратско-детский альбом» (tape, ранняя версия «Детского альбома» — похоже, действительно «пиратская»)
- С. Курёхин Rebecca Horn Buster’s Bedroom

1992
- С. Курёхин Some Combinations of Fingers and Passion (CD on Leo)
- В. Пономарева Live in Japan (CD on Leo)
- С. Курёхин «Опера богатых» (LP on «Курицца Рекордс», переиздано в 2001 году на CD SoLyd Records)

1993
- С. Курёхин «Воробьиная оратория» (CD)

1996
- С. Курёхин, К. Маслак Friends Afar (CD)(переиздано в 2003 году «Manchester Files» (Бомба-Питер)
- С. Курёхин, K. Маслак Dear John Cage (CD on Long Arms)(переиздано в 2003 году «Manchester Files» (Бомба-Питер)

1997
- С. Курёхин «Трагедия в стиле рок» (CD)
- С. Курёхин Just Opera (CD on Long Arms)
- С. Курёхин Divine Madness (4 CD box on Leo Records)

1998
- С. Курёхин «Ранние фортепианные произведения» (tape, выпущено Manchester Files (Bomba-Piter inc.)
- С. Курёхин «Введение в Поп-механику»(tape, выпущено Manchester Files (Bomba-Piter inc.)
- С. Курёхин «Два капитана-2» (CD)(tape, выпущено Manchester Files (Bomba-Piter inc.)
- С. Курёхин «Детский альбом» (CD)(tape, выпущено Manchester Files (Bomba-Piter inc.)
- С. Курёхин и Дэвид Мосс Two for Tea (CD)(tape, выпущено Manchester Files (Bomba-Piter inc.)

1999
- С. Курёхин «Господин оформитель» (CD)(tape, выпущено Manchester Files (Bomba-Piter inc.)
- Tamizdat Compilation Vol. 1 (CD, сборник)

2000
- С. Курёхин & ПМ «Легенды русского рока» (CD, сборник)
- А. Вапиров «Забытый ритуал» (2 CD)
- С. Курёхин «Ливерпуль» (CD)
- С. Курёхин «Полинезия» (CD)
- С. Курёхин «Capriccio» (CD)
- В. Пономарёва April in Japan (CD-R)

2001
- С. Курёхин «Италия» (2CD)
- С. Курёхин «Дон Карлос»
- С. Курёхин «Опера богатых» (CD)
- С. Курёхин «Давкот»
- C. Курёхин «Призрак коммунизма»
- «Оазис Ю» (А. Рыбин, Н. Кадыров) «Дикая жизнь» (CD) (также издано под названием «Песни восточных славян» — эта версия, скорее всего, пиратская)
- С. Курёхин, Б. Гребенщиков «Песни шахматистов прошлого столетия» 2002
- Сергей Курёхин — Поп-механика — Westbam (CD)
- Kenny Millions & Friends Jazz Fantasy

2004
- В. Волков, С. Курёхин, К. Маслак «Время, вперёд»

2007
С. Курёхин, «Господин оформитель», оригинальный саундтрек
2008
- С. Курёхин Absolutely Great! (7 CD box on Leo Records)

2012
- С. Курёхин «Сергей Курехин в „Аквариуме“» (2 CD, SoLyd Records)
- С. Курёхин «США» (2 CD, SoLyd Records)
- С. Курёхин «Япония» (2 CD, SoLyd Records)
- С. Курёхин, Б. Гребенщиков «Курехин и Гребенщиков приглашают…» (2 CD, SoLyd Records)
- «Аквариум» «Сроки и цены» (2 CD, Отделение ВЫХОД)

2013
- С. Курёхин «Полинезия. Введение в историю» (LP, Мелодия)[88]
- «Аквариум» «Электрошок» (2 CD+DVD, Отделение ВЫХОД)
- «Аквариум» «Треугольник» (LP, Bomba Music)
- «Аквариум» «Электричество» (LP, Bomba Music)
- «Аквариум» «Табу» (LP, Bomba Music)

2014
- «Аквариум» «Радио Африка» (LP, SoLyd Records)
- «Аквариум» «Дети декабря» (LP, Bomba Music)

2017
- С. Курёхин «Оно. Музыка для фильма» (CD+DVD, ГЕОМЕТРИЯ)

## Фильмография

### Композитор
- 1987 — Строчка зигзагом (документальный)[89]
- 1987 — Счастливо оставаться! (также исполнитель музыки на семплере «Prophet 2000»)
- 1988 — Господин оформитель
- 1988 — Крик о помощи
- 1988 — Побег (телевизионный)
- 1988 — Трагедия в стиле рок
- 1989 — Оно
- 1989 — Посвящённый
- 1990 — Переход товарища Чкалова через Северный полюс
- 1990 — Спальня Бастера[англ.]
- 1991 — Лох — победитель воды
- 1991 — Пьющие кровь
- 1991 — Двуликий Янус
- 1992 — Два капитана-2
- 1992 — Комплекс невменяемости
- 1993 — Никотин
- 1993 — Пленники удачи
- 1993 — Тюремный романс (в соавторстве с Юрием Касьяником)
- 1993 — Над тёмной водой
- 1994 — Замок
- 1994 — Любовь, предвестие печали…
- 1994 — Три сестры
- 1996 — Научная секция пилотов
- 2000 — Námornický valcík

### Актёр
- 1986 — Диалоги (документальный)[90]
- 1988 — Трагедия в стиле рок — камео
- 1990 — Сломанный свет — Сергей
- 1991 — Дом под звёздным небом — пассажир в метро
- 1991 — Лох — победитель воды — Павел Гореликов
- 1992 — Комплекс невменяемости — профессор Гендельбах
- 1992 — Два капитана 2 — Капитан № 1
- 1992 — Над тёмной водой — Бывший муж Клары

### Сценарист
- 1989 — Музыкальные игры (совместно с В. Аксёновым)
- 1996 — Порок и святость (совместно с С. Дебижевым; не осуществлён)

## Награды
- 2020 — премия «Балтийская звезда» в номинации «Память» (посмертно)[91]

## Память
Памяти Сергея Курёхина посвящён музыкальный фестиваль SKIF (Sergey Kuriokhin International Festival), придуманный виолончелистом Борисом Райскиным в конце осени 1996 года и впервые им же осуществлённый в Нью-Йорке в январе 1997 года. В марте того же года Борис Райскин погиб. С тех пор SKIF ежегодно проводится в Санкт-Петербурге. Кроме того, Курёхинские фестивали проводились в Амстердаме, Берлине и других городах мира.
В 2009 году в Санкт-Петербурге был учреждён Центр современного искусства им. Сергея Курёхина. С 2009 года Фонд и Центр имени Сергея Курёхина вручают премию Сергея Курёхина в области современного искусства.
В Новосибирске существует ансамбль импровизационной музыки «Квартет им. Курёхина», в состав которого входят Роман Столяр, Сергей Беличенко и другие музыканты.
В 2019 году в образовательном центре Московского музея современного искусства прошла выставка, посвящённая 65-летию музыканта.